# Cerros
Cerros est un site archéologique maya de l'époque préclassique situé dans la baie Corozal au Belize. Fouillé dès les années 1980, il fit l’objet d’un article dans le National Geographic. Debra S. Walker décrit ainsi sa chronologie : développement en 50 av. J.-C., déclin vers 150. Se pose la question de savoir si cette période recoupe la séquence chronologique du site d’El Mirador, une ancienne ville maya du Belize abritant un temple dont la construction aurait eu lieu vers 300 av. J.-C. C'est un exemple des premiers édifices maya.
Cerros est construit au bord d'une rivière navigable qui permettait de faire du commerce. Les habitants de Cerros pêchaient mais ont aussi construit un important système de canaux pour augmenter la production agricole. Cerros aurait-il été un petit port commercial sur la côte caraïbe visant à approvisionner la route commerciale d’El Mirador ?
Des vestiges mayas restent probablement encore dans les environs de la ville car on est loin d'avoir fouillé toute la surface que la ville a probablement occupée. On peut se poser la question de savoir ce qui bloqua l’expansion du site à la fin du préclassique.